# ناکانوتو
ناکانوتو (به لاتین: Nakanoto, Ishikawa) یک شهر در ژاپن است که در استان ایشیکاوا واقع شده‌است.

## خصوصیات
ناکانوتو  ۱۸٬۹۵۲ نفر جمعیت دارد.